# إيفون مادوكس
إيفون مادوكس (بالإنجليزية: Yvonne T.Maddox) أكاديمية أمريكية تعمل حاليًا كنائب لرئيس الأبحاث في جامعة الخدمات الموحدة. كانت في السابق مديرة بالنيابة للمعهد الوطني لصحة الأقليات والتفاوتات الصحية، وتشمل مسيرتها المهنية في المعاهد الوطنية للصحة أيضًا مناصب قيادية سابقة كنائب مدير بالنيابة للمعاهد الوطنية للصحة ونائب مدير معهد يونيس كينيدي شرايفر الوطني لصحة الطفل والتنمية البشرية.

## التعليم

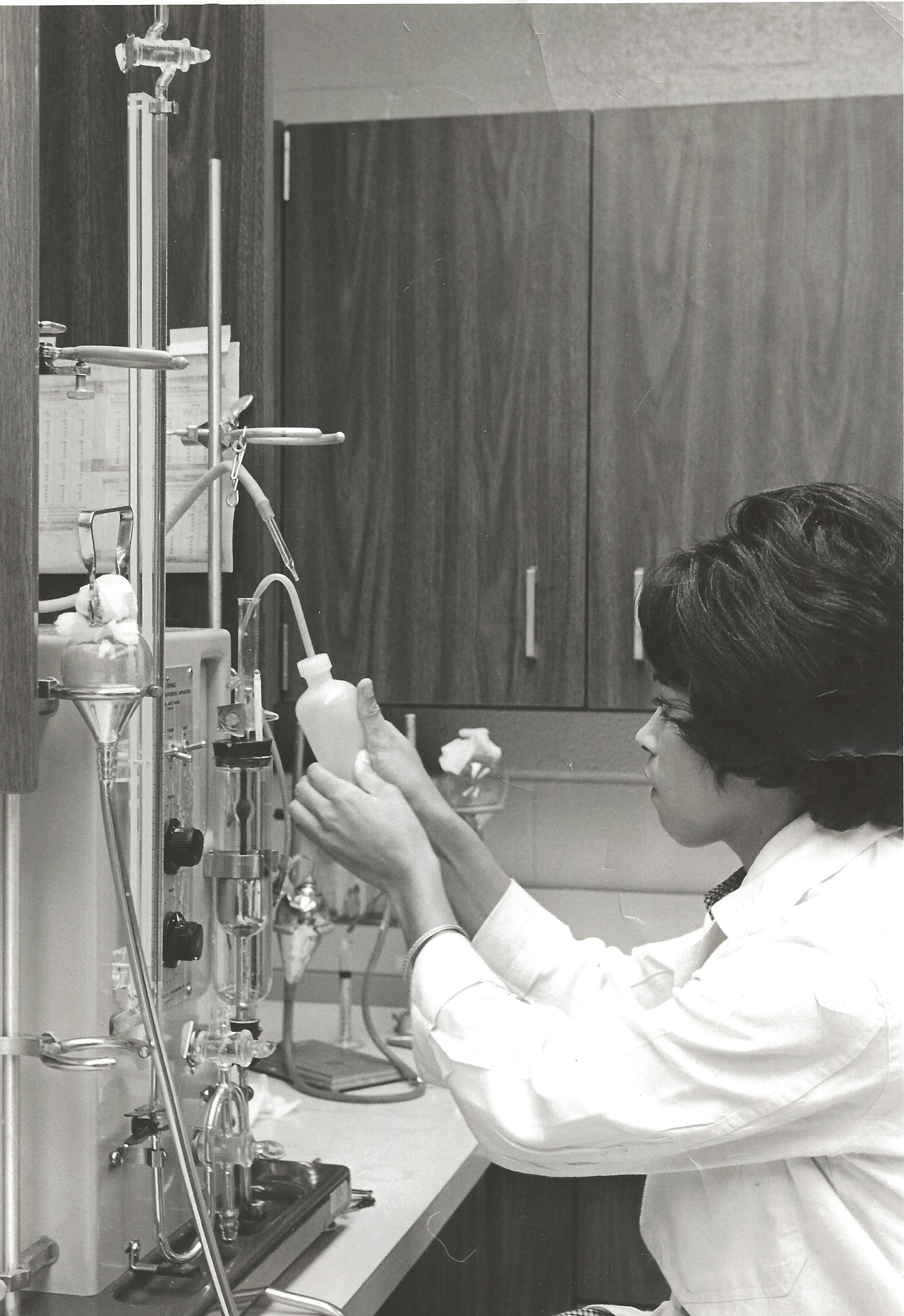
إيفون مادوكس وهي تُجري بحث مبكر في حياتها المهنية.

حصلت مادوكس على بكالوريوس العلوم في علم الأحياء من جامعة فيرجينيا يونيون في عام 1965.
خلال سنتها الأخيرة تم قبول مادوكس في كلية الطب، وتسبب مرض والدها في تركها كلية الطب وتولي منصب فني في كلية الطب في فيرجينيا من أجل إعالة والديها وشقيقيها. لاحقًا بعد أن تزوجت وأصبحت أمًا التحقت مادوكس بالمدرسة العليا، وفي عام 1981 حصلت على درجة الدكتوراه في علم وظائف الأعضاء من جامعة جورجتاون.
حصلت مادوكس على زمالة ما بعد الدكتوراه في خدمة الأبحاث الوطنية، كما كانت أستاذًا مساعدًا في علم وظائف الأعضاء في قسم علم وظائف الأعضاء والفيزياء الحيوية في جامعة جورجتاون. درست أيضًا كعالمة زائرة في هيئة الطاقة الذرية والبديلة الفرنسية في ساكلاي بفرنسا، وتخرجت مع كبار المديرين في البرنامج الحكومي في كلية جون كينيدي للحكومة بجامعة هارفارد.

## الحياة المهنية

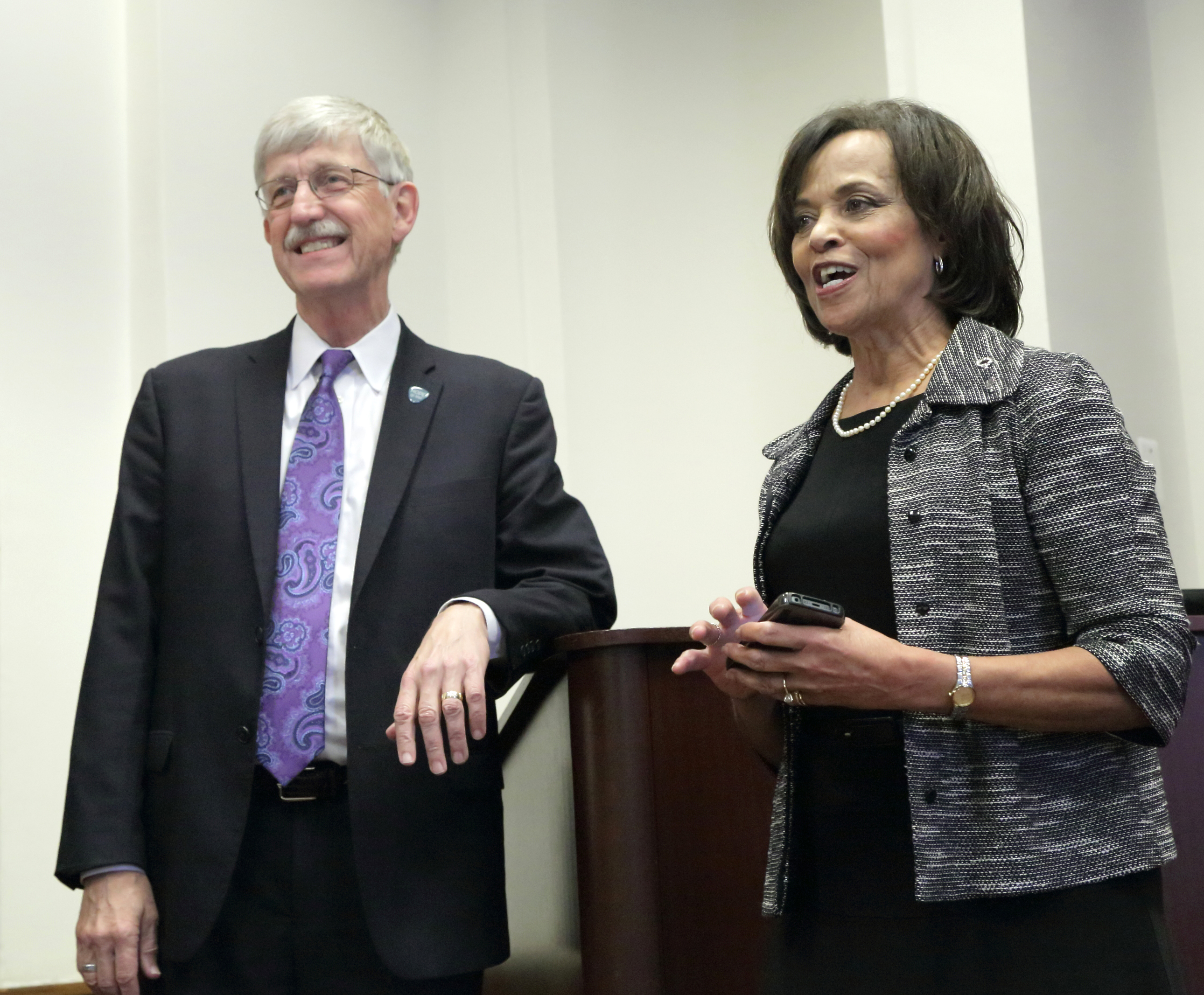
مدير المعاهد الوطنية للصحة فرانسيس كولينز والمديرة بالإنابة للمعهد الوطني للصحة إيفون مادوكس في أول اجتماع علمي للتخطيط التشغيلي للمعهد.

ركزت مهنة مادوكس على المساواة في الرعاية الصحية للأقليات والنساء والأطفال في كل من الولايات المتحدة وخارجها. بدأت العمل لأول مرة في عام 1965 كفني في بنك الدم في قسم الطب في كلية الطب في فيرجينيا. من عام 1968 إلى عام 1985 عملت كباحثة ومدربة وعالمة زائرة في مؤسسات مختلفة بما في ذلك قسم علم السموم بالاستنشاق وقسم طب العيون في مركز مستشفى واشنطن وقسم الأحياء في الجامعة الأمريكية وقسم علم وظائف الأعضاء والفيزياء الحيوية في المركز الطبي بجامعة جورجتاون وهيئة الطاقة الذرية الفرنسية وقسم الفسيولوجيا والفيزياء الحيوية في جورج تاون.
في عام 1985 بدأت مادوكس العمل كعالمة صحة إدارية في المعهد الوطني للعلوم الطبية العامة، حيث أصبحت مدير بالنيابة برنامج الفيزياء الحيوية والعلوم الفسيولوجية ورئيسة قسم علم الأدوية والعلوم الفسيولوجية، وتعمل كمدير بالنيابة لبرنامج وصول الأقليات إلى الوظائف البحثية من 1993 إلى 1994.

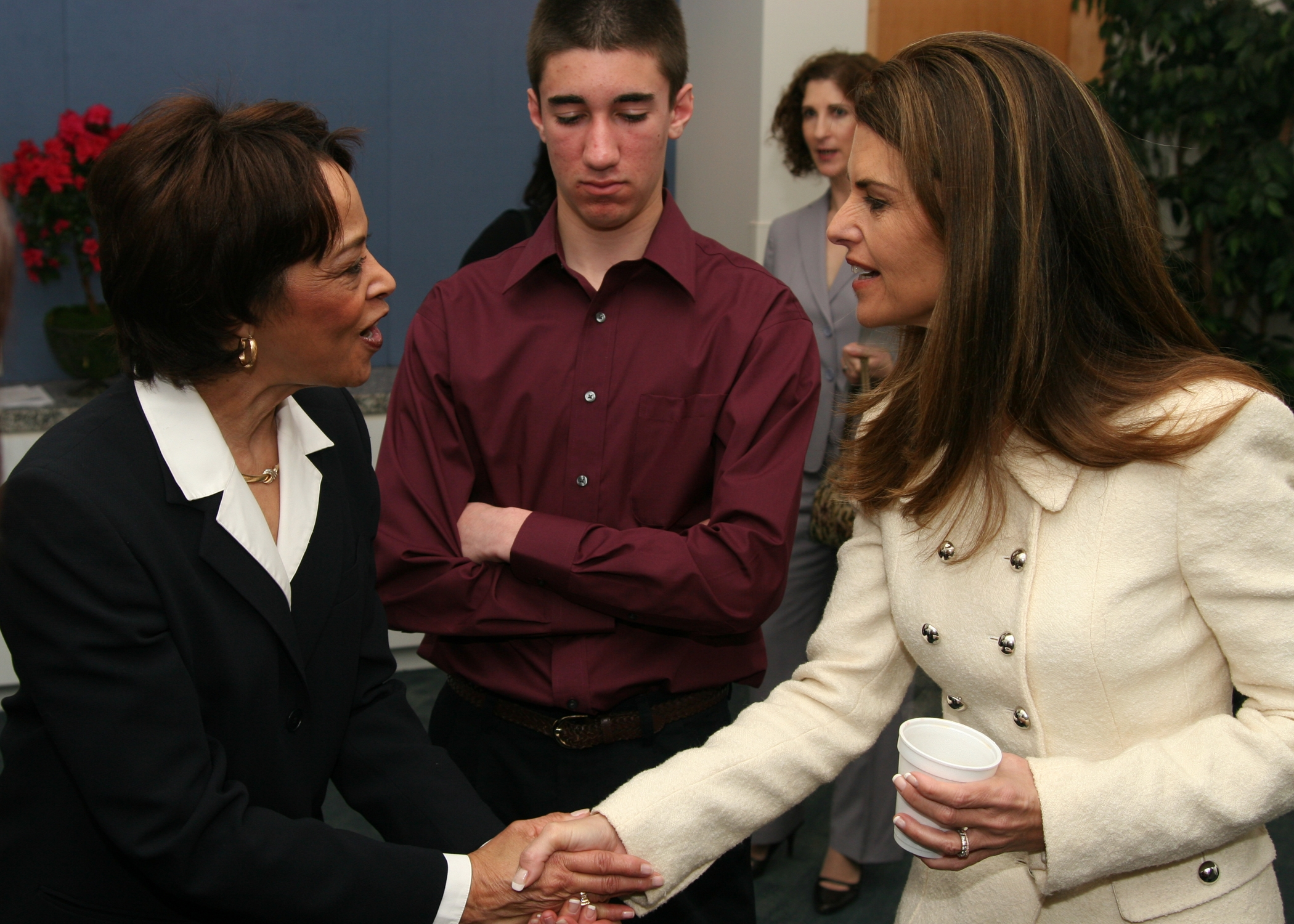
مادوكس تلتقي بماريا شرايفر.

من عام 1995 إلى عام 2014 كانت مادوكس نائبة مدير معهد يونيس كينيدي شرايفر الوطني لصحة الطفل والتنمية البشرية. كنائبة للمدير قادت العديد من الجهود الفيدرالية والدولية لتحسين صحة الأم والطفل، بما في ذلك حملة آمن للنوم لمعهد يونيس كينيدي شرايفر الوطني لصحة الطفل والتنمية البشرية (التي سُمِّيَت سابقًا بحملة العودة إلى النوم) والشبكة العالمية للبحوث الصحية للنساء والأطفال.
عندما كانت نائبة مدير معهد يونيس كينيدي شرايفر الوطني لصحة الطفل والتنمية البشرية كانت أيضًا مديرة بالنيابة للمركز الوطني لأبحاث التأهيل الطبي والمدير المساعد بالنيابة للمعهد للوقاية والأنشطة الدولية. كما تولَّت أيضًا مادوكس منصب نائب مدير المعاهد الوطنية للصحة من يناير 2000 إلى يونيو 2002. وفي عام 2014 أصبحت مادوكس المديرة بالنيابة للمعهد الوطني لصحة الأقليات والتفاوتات الصحية.
وفي يونيو 2015 أصبحت الدكتورة مادوكس نائبة الرئيس للأبحاث في جامعة الخدمات المنظمة للعلوم الصحية.

## الجوائز والتكريمات
- جائزة الرتبة التنفيذية المتميزة الرئاسية للولايات المتحدة[21][22]
- جائزة الولايات المتحدة التنفيذية للاستحقاق الرئاسي
- جائزة التقدير الخاصة بخدمة الصحة العامة
- جائزة وزير الصحة والخدمات البشرية الأمريكية
- جائزة الإنجاز الوظيفي لوزارة الصحة والخدمات الإنسانية الأمريكية[23]
- جائزة مدير المعاهد الصحة الوطنية الامريكية[24]
- جائزة الأكاديمية الأمريكية للطب الفيزيائي وإعادة التأهيل للخدمة العامة المتميزة[25]
- جائزة هيلا من كلية الطب مورهاوس
- جائزة الطليعة للقيادة العلمية في التفاوتات الصحية بالمؤتمر الوطني حول التهاب المفاصل والتفاوتات الصحية في الجهاز العضلي الهيكلي عام 2014. [26]

تم إدخال مادوكس في قاعة مشاهير الجامعات وكليات السود تاريخيًا تقديراً لمساهماتها في مجال الطب. وقد حصلت أيضًا على العديد من الدرجات الفخرية، وعملت في مجالس الخدمة العامة والمجالس الأكاديمية، وألقت محاضرات علمية رئيسية وطنية ودولية.